# Chiesa di San Bernardo (Roncola)
La chiesa di San Bernardo è il principale luogo di culto cattolico  di Roncola in provincia e diocesi di Bergamo; fa parte del vicariato di Almenno-Ponteranica-Villa d'Almè.
La chiesa conserva il Polittico di San Bernardo opera cinquecentesca di Giovan Battista Moroni.

## Storia
La costruzione della chiesa risale alla prima metà del Quattrocento, con l'intitolazione a san Bernardo, non meglio chiarito a quale si faccia riferimento, se il Maroni nel suo polittico dipinge san Bernardo da Mentone, non è una prova certa della sua originale intitolazione. La chiesa fu quindi edificata tra il 1433 e il 1435, essendo documenti conservati in archivio diocesano e statale che la citano in queste date, come una chiesa dedicata a san Bernardo in località Roncola.
Nell'autunno del 1575 san Carlo Borromeo arcivescovo di Milano, compì la sua visita diocesana sul territorio della bergamasca e dalle relazioni si evince che il 17 ottobre fu a Roncola: "loci Ronculae plebis Leminis" che vi erano la scuola del Santissimo Rosario che gestiva l'altare della Beata Vergine Maria, e quella del Corpo di Cristo vestita da due sindaci che venivano eletti dai vicini. In prossimità del territorio vi erano le chiese di san Rocco collocate nella località "loci Cabardelli", che divenne la chiesa parrocchiale di San Rocco a Albenza. La chiesa è dedicata a san Bernado, inizialmente considerata di san Bernardo da Chiaravalle patrono dei passi di montagna, ma il polittico del Moroni, raffigura san Bernardo da Mentone.
La chiesa era inserita nella pieve di Almenno San Salvatore. Nel 1658 fu visitata dal vescovo san Gregorio Barbarigo. Dagli atti risulta che era retta da un solo sacerdote. Vi erano inoltre le scuole del Santissimo Sacramento e della Madonna del Rosario e l'altare di sant'Antonio di Padova dalla scuola della dottrina cristiana.
Fu nuovamente visitata dal vescovo nel 1779 dal vescovo Giovanni Paolo Dolfin che indicò la presenza della congregazione della Misericordia Maggiore e nelle vicinanze l'oratorio di San Defendente.
Nell'Ottocento la chiesa fu ampliata. Nel 1975 fu posto l'altare comunitario in ottemperanza a quanto disposto nel concilio Vaticano II, consacrato dal vescovo Clemente Gaddi che fede dono delle reliquie dei santi Bernardo, Alessandro di Bergamo, Luigi, Agnese, Antonio abate e Giovanni vescovo di Bergamo.
Con decreto del 27 maggio 1979 del vescovo Giulio Oggioni fu inserita nel vicariato locale Almenno-Ponteranica-Villa d'Almè.

## Descrizione
L'edificio di culto, dal classico orientamento liturgico, è posto sopra un'altura ben visibile dal centro cittadino ed è preceduta dal sagrato con pavimentazione in bolognini di porfido. Un porticato con sei aperture ad arco con pilastri di pietra precede la facciata intonacata. Il porticato ha la copertura a una sola falda con manto in coppi. L'arco centrale di misure maggiori accompagna all'ingresso principale con contorno in pietra mentre la parte superiore ha una finestra rettangolare atta a illuminare l'aula. Il frontone termina con il timpano triangolare.
La navata unica dell'aula è divisa da lesene complete di zoccolatura e capitelli d'ordine corinzio in quattro campate. Le lesene reggono la trabeazione e il cornicione dove s'imposta la volta a botte. Nelle campate vi sono gli altari dedicati a sant'Antonio e alla Madonna del santo Rosario. La chiesa conserva il polittico cinquecentesco di Giovan Battista Moroni, e la tela del 1630 di Girolamo Forabosco raffigurante Madonna col Bambino e i Santi Defendente, Rocco e Sebastiano.
La zona presbiteriale preceduta dall'arco trionfale è di misura inferiore rispetto alla navata e rialzata da tre gradini. La zona ha copertura da tazza ricolare mentre il coro absidato è coperto da catino.